# Društvo zobozdravstvenih delavcev Slovenije
Društvo zobozdravstvenih delavcev Slovenije je stanovsko društvo, ki povezuje zobodravstvene delavce v Sloveniji.
Društvo izdaja Zobozdravstveni vestnik.

## Odlikovanja in nagrade
Leta 1995 je prejel srebrni častni znak svobode Republike Slovenije z naslednjo utemeljitvijo: »za zasluge in pomembno dolgoletno delo pri strokovnem razvoju, organiziranju in izvajanju zobozdravstvenih dejavnosti v Sloveniji«.